# Сан Роко ал Порто
Сан Роко ал Порто (итал. San Rocco al Porto) је насеље у Италији у округу Лоди, региону Ломбардија.
Према процени из 2011. у насељу је живело 2883 становника. Насеље се налази на надморској висини од 47 м.

## Становништво
Према резултатима пописа становништва 2011. у општини је живело 3.464 становника.
| 1931. | 1936. | 1951. | 1961. | 1971. | 1981. | 1991. | 2001. | 2011. |
| ----- | ----- | ----- | ----- | ----- | ----- | ----- | ----- | ----- |
| 3.867 | 3.816 | 3.887 | 3.463 | 3.298 | 3.110 | 3.100 | 3.249 | 3.464 |